# Opiconsiva tangira
Opiconsiva tangira är en insektsart som först beskrevs av Matsumura 1910.  Opiconsiva tangira ingår i släktet Opiconsiva och familjen sporrstritar.
Artens utbredningsområde är Marocko. Inga underarter finns listade i Catalogue of Life.